# Cal·lip de Cízic
|  | No s'ha de confondre amb Cal·lip. |

Cal·lip de Cízic (grec antic: Κάλλιππος)  (Cízic, c. 370 aC - c. 310 aC) fou un astrònom de Cízic, deixeble de Polemarc, un amic de Èudox de Cnidos, al qui va seguir fins a Atenes per unir-se a Aristòtil.
Va destacar en calendaris astronòmics que foren penjats en llocs públics i anomenats παραπήγματα. Va esmenar el model cosmològic d'Eudox de Cnidos afegint set esferes a les vint-i-set proposades per Eudox, millorant la seva precisió, però incorporant unes matemàtiques potser massa avançades per a l'època.
Va inventar el període o cicle de 76 anys anomenat període cal·lípic. Anteriorment Metó havia introduït els períodes de 19 anys (235 mesos 6940 dies) que establia un any de 365 dies i 5/19 parts d'un altra dia. El període de 76 anys (940 mesos, 27759 dies) o sigui l'any de 365 dies i ¼ d'un altre dia, més proper a la veritat que l'anterior (un any 365,2422414 i un mes 29,5305887215) fou generalment adoptat.